# چکاوک گنجشکی فیشر
چکاوک گنجشکی فیشر (نام علمی: Eremopterix leucopareia) نام یک گونه از سرده چکاوک‌های گنجشکی است.